# Żar (678 m)
Żar – szczyt w północno-wschodniej części Beskidu Andrychowskiego (Beskid Mały). Znajduje się w północno-wschodnim grzbiecie Gronia Jana Pawła II, którym biegnie główny grzbiet Beskidu Małego. Położony jest w tym grzbiecie pomiędzy Kamieniem (678 m) a Magurką Ponikiewską (818 m). Na niektórych mapach szczyt Żaru jest źle oznaczony, np. na poziomicowej mapie Geoportalu jako Żar podpisany jest Kamień. Obydwa te szczyty znajdują się bardzo blisko siebie (w odległości 360 m od siebie w linii prostej). Zachodnie stoki Żaru opadają ku dolinie potoku Brejna w miejscowości Ponikiew, wschodnie – ku dolinie potoku Bystrz we wsi Koziniec.
Blisko szczytu Żaru stokową drogą leśną prowadzi szlak turystyczny. Omija jego wierzchołek, trawersując go po zachodniej stronie. Po ominięciu szczytu Żaru odsłaniają się widoki na Groń Jana Pawła II, Gancarza i grzbiet Palenicy. Dalej, przed najniższym szczytem Magurki Ponikiewskiej z prześwitów między drzewami widoczne są Bliźniaki, przełom Choczenki przez Pasmo Bliźniaków, Ostry Wierch, Susfatowa Góra i Pogórze Śląskie.
Przez szczyt Żaru biegnie granica między wsiami Ponikiew w gminie Wadowice i Koziniec w gminie Mucharz (obydwie w województwie małopolskim, w powiecie wadowickim).
Szlaki turystyczne
 Gorzeń Górny (Czartak) – Skalnica – Głownik – Kamień – Żar – Magurka Ponikiewska – Groń Jana Pawła II. Czas przejścia: 3 h, ↓ 2:25 h.